# Поддубы
Поддубы (до 1946 — Куббельн (нем. Kubbeln)) — посёлок в Гусевском городском округе Калининградской области. Входит в состав Михайловского сельского поселения.

## Население
| 1910 | 1933 | 1939 | 2002 | 2010 |
| ---- | ---- | ---- | ---- | ---- |
| 193  | ↗287 | ↘252 | ↗446 | ↗505 |

## История
Населенный пункт Куббельн впервые упоминается в документах в 1564 году.
21 января 1945 года Куббельн был взят войсками 3-го Белорусского фронта.
В 1946 году Куббельн был переименован в поселок Поддубы.